# 75072 Timerskine
75072 Timerskine è un asteroide della fascia principale. Scoperto nel 1999, presenta un'orbita caratterizzata da un semiasse maggiore pari a 2,3141215 UA e da un'eccentricità di 0,0808484, inclinata di 6,14762° rispetto all'eclittica.
L'asteroide è dedicato all'astronomo amatoriale statunitense Timothy Joseph Erskine.